# Dačov Lom
Dačov Lom (deutsch Lam, ungarisch Dacsólám) ist eine Gemeinde im Süden der Slowakei mit 398 Einwohnern (Stand 31. Dezember 2024). Sie gehört zum Okres Veľký Krtíš, einem Kreis des Banskobystrický kraj.

## Geographie
Die Gemeinde befindet sich im Mittelteil der Hochebene Krupinská planina, am Bach Lihovec im Einzugsgebiet des Ipeľ. Das Gemeindegebiet bedeckt von Tälern der Bäche Lahoš, Plachtinský potok und anderen Fließgewässern geteilte Rücken. Das Ortszentrum liegt auf einer Höhe von 488 m n.m. und ist 18 Kilometer von Veľký Krtíš entfernt.
Nachbargemeinden sind Lešť (Truppenübungsplatz) im Norden und Osten, Horné Strháre und Modrý Kameň im Südosten, Stredné Plachtince und Horné Plachtince im Südwesten, Sucháň im Westen und Senohrad im Nordwesten.

## Geschichte

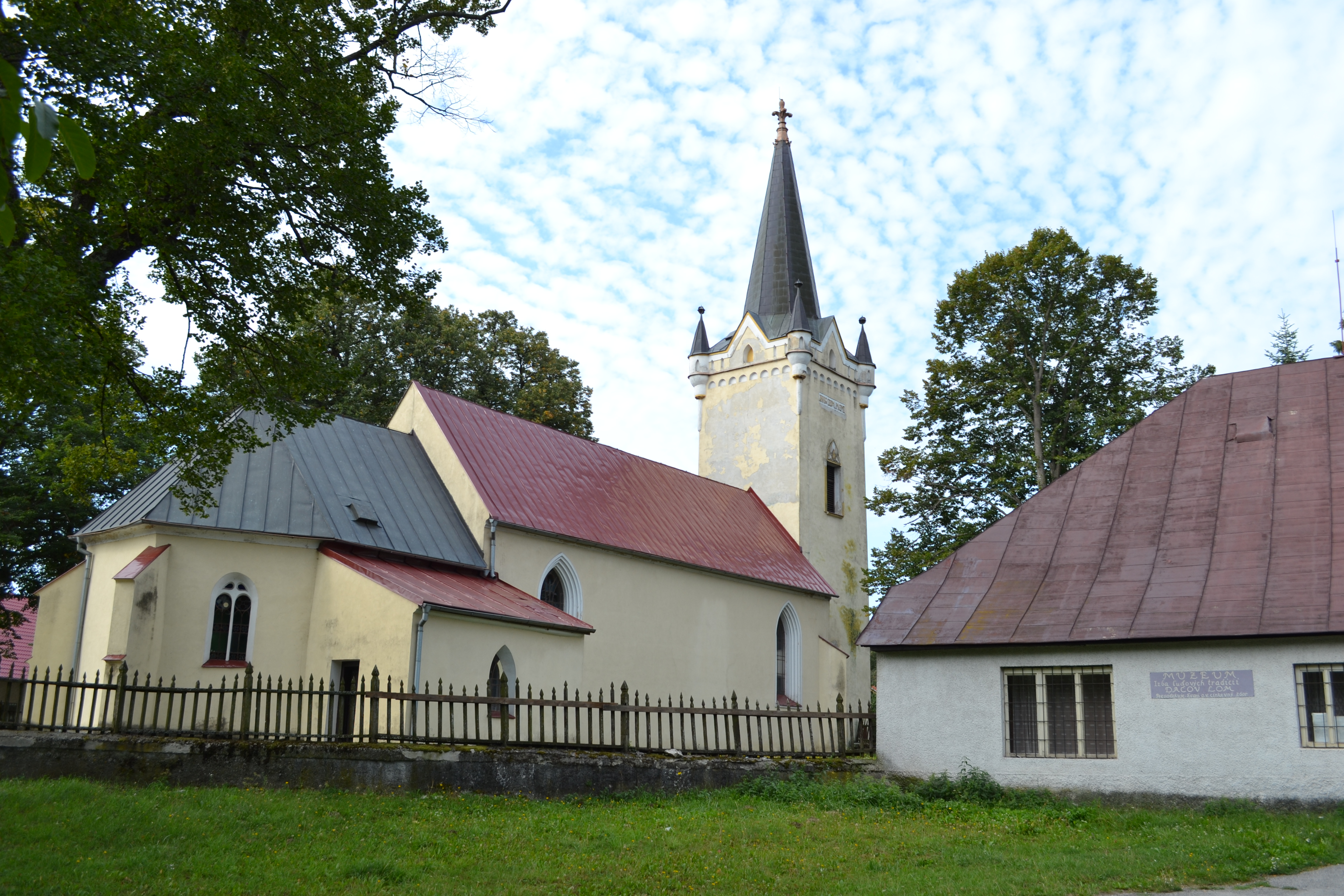
Evangelische Kirche in Dačov Lom

Der heutige Ort entstand 1944 durch Zusammenschluss der Orte Horný Dačov Lom (bis 1927 slowakisch „Horný Dačolôm“ oder „Horný Lôm“; deutsch Oberlam, ungarisch Felsődacsólam) und Dolný Dačov Lom (bis 1927 slowakisch „Dolný Dačolôm“ oder „Dolný Lôm“; deutsch Unterlam, ungarisch Alsódacsólam). Beide bestehen bis heute als Katastralgemeinden.
Der ursprüngliche Ort, das spätere Horný Dačov Lom, wurde zum ersten Mal 1333 als Lom schriftlich erwähnt und war Besitz der Familien Dobák und ab 1337 Dacsó, die zuletzt der Ortsbezeichnung das Adjektiv Dačov verlieh. Im 18. Jahrhundert gehörten die Ortsgüter der Familie Majthényi und später Balassa und Zichy. 1715 gab es eine Mühle und 33 Haushalte, 1828 zählte man (zusammen mit Dolný Dačov Lom) 169 Häuser und 1016 Einwohner im landwirtschaftlich geprägten Ort.
Dolný Dačov Lom wurde ersturkundlich 1511 als Lam Inferior erwähnt. 1715 gab es eine Mühle und 21 Haushalte.
Bis 1918/1919 gehörten die im Komitat Hont liegenden Orte zum Königreich Ungarn und kamen danach zur Tschechoslowakei beziehungsweise heute Slowakei. 

## Bevölkerung
| Jahr                | 1994 | 2004    | 2014    | 2024    |
| ------------------- | ---- | ------- | ------- | ------- |
| Anzahl der Personen | 433  | 415     | 424     | 398     |
| Unterschied         |      | −4,15 % | +2,16 % | −6,13 % |

| Jahr                | 2023 | 2024    |
| ------------------- | ---- | ------- |
| Anzahl der Personen | 391  | 398     |
| Unterschied         |      | +1,79 % |

Gemäß der Volkszählung 2011 wohnten in Dačov Lom 414 Einwohner, davon 378 Slowaken, 15 Roma und drei Tschechen. 18 Einwohner machten keine Angabe zur Ethnie.
225 Einwohner bekannten sich zur Evangelischen Kirche A. B., 141 Einwohner zur römisch-katholischen Kirche und ein Einwohner zur griechisch-katholischen Kirche. Fünf Einwohner gaben eine andere Konfession an, 16 Einwohner waren konfessionslos und bei 26 Einwohnern wurde die Konfession nicht ermittelt.

## Bauwerke

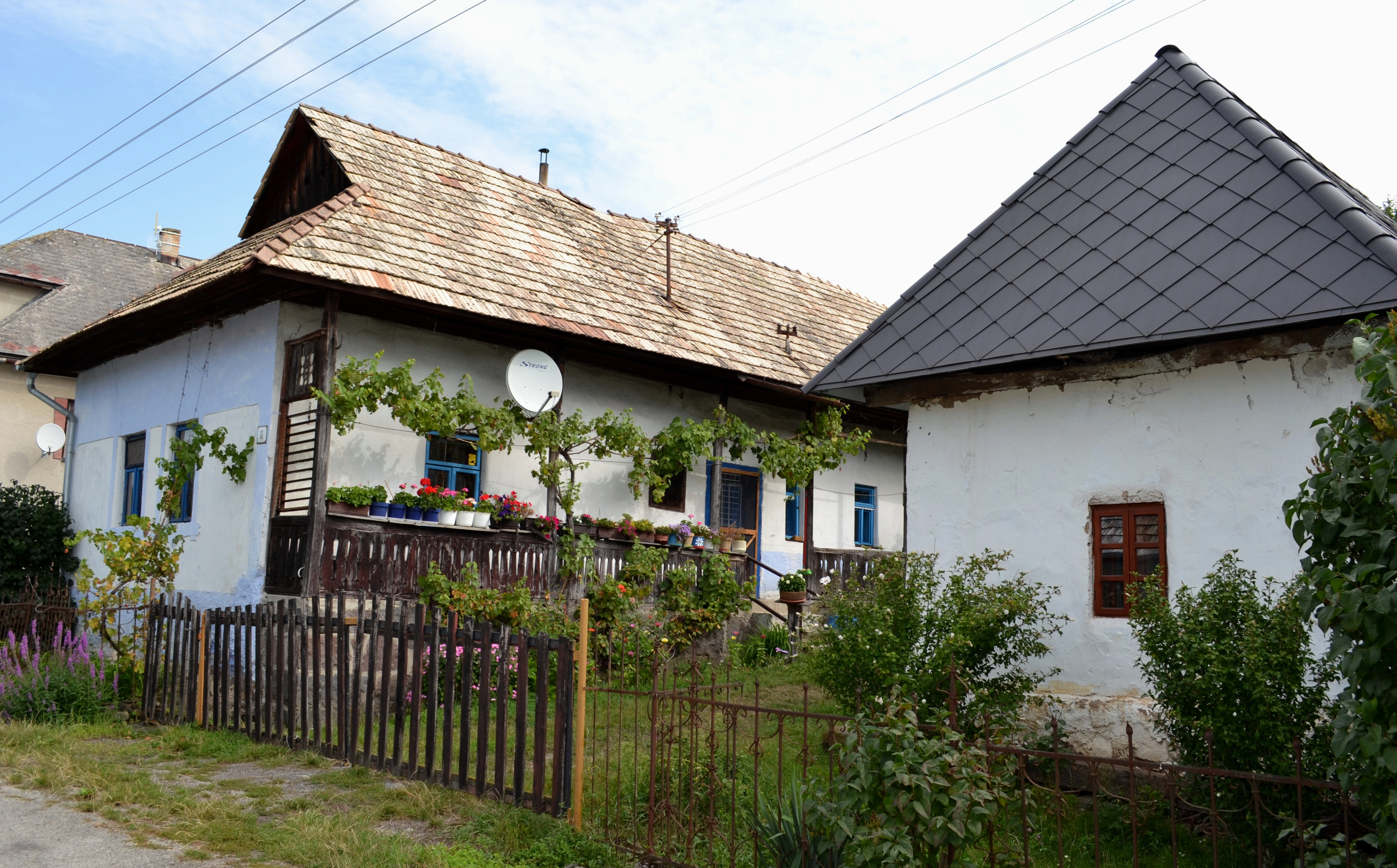
Denkmalgeschütztes Haus Nr. 19 und Kammer

- evangelische Kirche, ursprünglich als romanische Kirche im 13. Jahrhundert errichtet, im späten 15. Jahrhundert im gotischen Stil neu gestaltet und 1713 erneuert und mit einer bemalten Kassettendecke versehen
- denkmalgeschützte Volksarchitektur (namentlich Häuser Nr. 13, 19, 21 und 61)

## Verkehr
Durch Dačov Lom passiert die Straße 2. Ordnung 527 zwischen Veľký Krtíš und Babiná.